# El Potrero (Catamarca)
El Potrero es una localidad de la provincia argentina de Catamarca, dentro del departamento Andalgalá. Constituye una comuna del municipio de Andalgalá.

## Población
Cuenta con 211 habitantes (Indec, 2001) lo que representa un incremento del 20,57% frente a los 175 habitantes (Indec, 1991) del censo anterior.